# Boston Scott
Boston Nealand Scott (Baton Rouge, Luisiana, 27 de abril de 1995) más conocido como Boston Scott, es un jugador profesional estadounidense de fútbol americano que se desempeña en la posición de running back en Philadelphia Eagles, equipo de la National Football League (NFL).

## Carrera
Fue seleccionado en la sexta ronda en la Reunión Anual de Selección de Jugadores de la NFL de 2018. Hizo su debut profesional con el equipo Philadelphia Eagles, donde lleva jugando seis temporadas.